# رينيه بوتيه
رينيه بوتيه (بالفرنسية: René Pottier)‏ (مواليد 5 يونيو 1879 - الوفاة 25 يناير 1907) كان دراج فرنسي في صنف سباق الدراجات على الطريق.

## سباقات أو مراحل فاز بها
- طواف فرنسا

## روابط خارجية
- رينيه بوتيه على موقع أرشيف الدراجات (الإنجليزية)
- رينيه بوتيه على موقع إحصائيات الدراجات الإحترافية (الإنجليزية)
- رينيه بوتيه على موقع CycleBase (الإنجليزية)